# Cajetan Schmederer
Cajetan Schmederer (* 25. Januar 1852 in München; † 24. November 1923 ebenda) war ein deutscher Brauereieigentümer, Brauereidirektor, Mäzen und Mitbegründer des Münchner Schauspielhauses.
Er war Miteigentümer der Zacherl-Brauerei, einer Vorgängerin der Paulaner Brauerei. 1863 besuchte er das Gymnasium im Kloster Metten. 1897 wurde das Theaterunternehmen Münchner Schauspielhaus gegründet, als sich abzeichnete, dass sich das Deutsche Theater München zum Varieté wandelte. 1898 übernahm Cajetan Schmederer mit Georg Ignaz Stollberg das Münchner Schauspielhaus, das sie bis 1919 leiteten.
In der Spielzeit 1898/99 fand Georg Ignaz Stollberg in dem Großkaufmann und Brauereibesitzer Cajetan Schmederer einen Mäzen, der schließlich geschäftsführend in die Leitung mit eintrat.

## Theater am Gärtnerplatz
1899 trug das Innenministerium die Intendanz des kgl. Gärtnerplatztheaters Stollberg und Schmederer an. Bis 1915 leitete das Duo das Theater am Gärtnerplatz – zunächst als Sprechtheater, dann als Operettenbühne.
Die erfolgreichen Dispositionen des Theaterbetriebs Vereinigte Theater München (gemeinsam mit dem Union-Theater Lustspielhaus, Barer Straße 7, im Hotel Union bis 1915) ermöglichten 1900/01 den Neubau in der Maximilianstraße (nachmals „Münchner Kammerspiele“), der mit Hermann Sudermanns Tragödie Johannes unter Georg Ignaz Stollbergs Regie eröffnet wurde.
Die Direktoren führten eine unternehmerisch geschickte Spielteilung ein: in der Maximilianstraße das moderne Schauspiel, am Gärtnerplatz nur Operette.
1915 im Ersten Weltkrieg avancierte das Gärtnerplatztheater zur führenden deutschen Operettenbühne unter der Leitung Stollberg/Schmederer.
Stollberg behielt sich die Oberregie für beide Häuser vor, sein künstlerischer und geschäftlicher Mittelpunkt blieb die Maximilianstraße, wo er die Erstaufführungen zahlreicher naturalistischer, impressionistischer und expressionistischer Dramen von Hermann Bahr, Bjørn Bjørnson, Joseph Conrad, Ludwig Fulda, Maxim Gorki, Max Halbe, Otto Erich Hartleben, Gerhart Hauptmann, Henrik Ibsen, Georg Kaiser, Maurice Maeterlinck, Roda Roda, Josef Ruederer, Bernhard Shaw, Hermann Sudermann, Leo Tolstoi, Frank Wedekind, Oskar Wilde oder Emile Zola fortsetzte und deutschlandweit Aufsehen erregte. Stollberg holte 1898 August Strindberg nach München und protegierte Frank Wedekind; sein Wagemut, der heftige Kontroversen bei Publikum und Presse hervorrief, wurde durch populäre Stücke von Ludwig Ganghofer, Arthur Schnitzler oder Ludwig Thoma ausgeglichen.
- 1898–1899: Direktion Franz Josef Brakl,  : „Moderne Spieloper“ als Operetteneuphemismus
- 1899–1915: Direktion Georg Ignaz Stollberg und Cajetan Schmederer: Zweite, silberne Blüte im Ensuite-Betrieb der Vereinigten Theater
- 1915–1931: Direktion Hans Warneke GmbH,  : Zeitgenössische Operettenvielfalt in schwierigen Zeiten[3]